# Cotesia jayanagarensis
Cotesia jayanagarensis är en stekelart som först beskrevs av Bhatnagar 1948.  Cotesia jayanagarensis ingår i släktet Cotesia och familjen bracksteklar. Inga underarter finns listade i Catalogue of Life.